# Elaphoglossum amygdalifolium
Elaphoglossum amygdalifolium là một loài thực vật có mạch trong họ Lomariopsidaceae. Loài này được (Mett. ex Kuhn) H. Christ mô tả khoa học đầu tiên năm 1899.